# Obešanje
Obešanje je obesitev osebe z zanko ali vrvjo okoli vratu. Oxford, angleški slovar navaja, da obešanje v tem smislu vključuje posebej smrt, čeprav se je prej navajalo tudi na križanje. Obešanje je bila običajna metoda smrtne kazni že od srednjeveških časov in je glavna metoda usmrtitve v številnih državah in regijah. Prva znana pripoved o usmrtitvi z obešanjem je bila v Homerjevi Odiseji (Knjiga XXII). V tem specializiranem pomenu skupne besede visi truplo mrtvega človeka zavezanega z vrvjo okoli vratu.
Obešanje je običajna metoda samomora, pri kateri oseba zaveže vrv na visoko lokacijo kot npr. veja drevesa, nato pa si vrv nadene okoli vratu, močno zaveže in čez nekaj časa umre zaradi zadušitve.